# Fernand Vallon

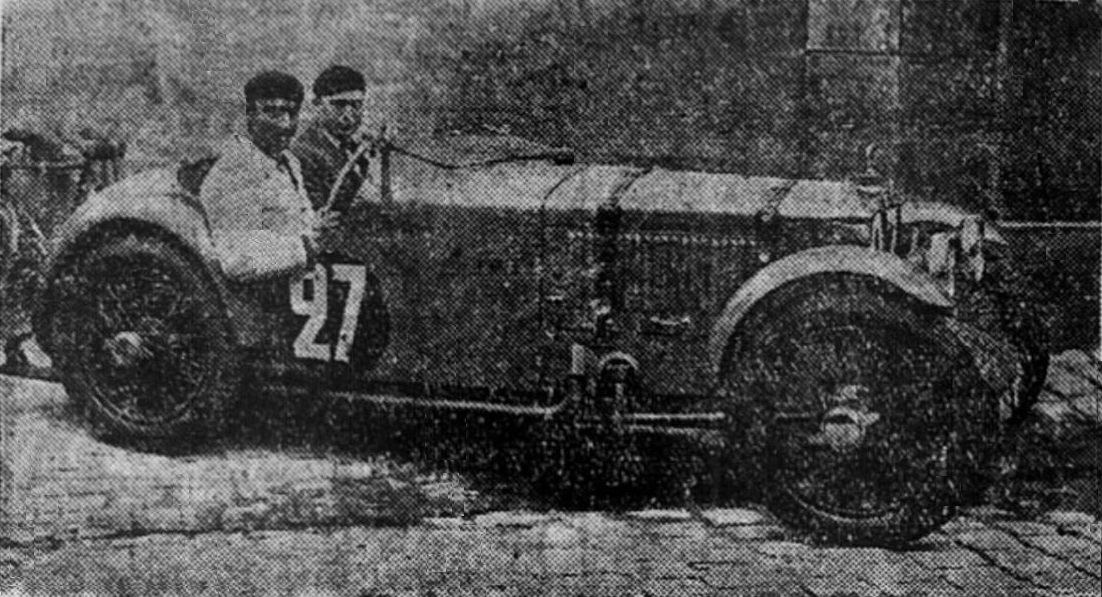
Jean-Albert Grégoire und Fernand Vallon im Tracta A28 beim 24-Stunden-Rennen von Le Mans 1930

Fernand Léon Vallon (* 5. November 1896 in Vernouillet; † 13. November 1962 in Suresnes) war ein französischer Autorennfahrer.

## Karriere als Rennfahrer
Mit dem Gesamtsieg von Jean-Pierre Wimille und Pierre Veyron im Bugatti 57C Tank beim 24-Stunden-Rennen von Le Mans 1939 gab es eine Zäsur beim 24-Stunden-Rennen in Westfrankreich. Der Zweite Weltkrieg und die ersten Nachkriegsjahre unterbrachen das Rennen für ein Jahrzehnt. Als diese erste Phase der Veranstaltung zu Ende ging, war der Franzose Fernand Vallon der Fahrer mit den meisten Rennstarts in Le Mans. Zwischen 1924 – das erste Rennen wurde 1923 ausgetragen – und 1934 war er zehnmal am Start. Nach Ausfällen 1924 und 1925 erreichte er 1927 mit dem vierten Gesamtrang die beste Platzierung bei all seinen Einsätzen. Partner im S.C. A.P. 1,5 Litre war sein Landsmann Lucien Desvaux. 1930 (mit Jean-Albert Grégoire) und 1931 (mit Just-Émile Vernet) feierte er Klassensiege.
Sein größter Erfolg abseits von Le Mans war der Sieg beim Bol d’Or 1932.

## Statistik

### Le-Mans-Ergebnisse
| Jahr | Team                                           | Fahrzeug                        | Teamkollege          | Platzierung            | Ausfallgrund     |
| ---- | ---------------------------------------------- | ------------------------------- | -------------------- | ---------------------- | ---------------- |
| 1924 | Société Française des Automobiles Corre        | Corre La Licorne V16 10CV Sport | Joseph Paul          | Ausfall                | Motorschaden     |
| 1925 | Société Française des Automobiles Corre        | Corre La Licorne V16 10CV Sport | Albert Colomb        | Ausfall                | Defekt           |
| 1926 | Société Française des Automobiles Corre        | Corre-La Licorne V16/G6         | Albert Colomb        | Ausfall                | Kühler           |
| 1927 | Société des Construction Automobile Parisienne | S.C. A.P. Type O                | Lucien Desvaux       | Rang 4                 |                  |
| 1928 | SA des Automobiles Tracta                      | Tracta Type A                   | Jean-Albert Grégoire | Rang 17                |                  |
| 1929 | SA des Automobiles Tracta                      | Tracta Type A                   | Jean-Albert Grégoire | Rang 10                |                  |
| 1930 | SA des Automobiles Tracta                      | Tracta A28                      | Jean-Albert Grégoire | Rang 8 und Klassensieg |                  |
| 1931 | Yves Giraud-Cabantous                          | Caban Spéziale                  | Just-Émile Vernet    | Rang 6 und Klassensieg |                  |
| 1932 | Just-Émile Vernet                              | Salmson GS Spéciale             | Just-Émile Vernet    | Ausfall                | Kupplungsschaden |
| 1933 | Just-Émile Vernet & Fernand Vallon             | Salmson GS Spéciale             | Just-Émile Vernet    | Rang 10                |                  |
| 1934 | Auguste Bodoignet                              | Bugatti Typ 51A                 | Auguste Bodoignet    | Ausfall                | Defekt           |

### 24-St-Spa-Ergebnisse
| Jahr | Team                                    | Fahrzeug                        | Teamkollege        | Platzierung | Ausfallgrund |
| ---- | --------------------------------------- | ------------------------------- | ------------------ | ----------- | ------------ |
| 1924 | Société Française des Automobiles Corre | Corre La Licorne                | Robert Lestienne   | Rang 10     |              |
| 1925 | Société Française des Automobiles Corre | Corre La Licorne V16 10CV Sport | Robert Doutrebente | Rang 14     |              |